# Kramkowo Lipskie
Kramkowo Lipskie (prononciation : [kramˈkɔvɔ ˈlipskʲɛ]) est un village polonais de la gmina de Nur dans le powiat d'Ostrów Mazowiecka de la voïvodie de Mazovie dans le centre-est de la Pologne.
Il se situe à environ 6 kilomètres à l'est de Nur (siège de la gmina), 37 kilomètres au sud-est d'Ostrów Mazowiecka (siège du powiat) et à 108 kilomètres au nord-est de Varsovie (capitale de la Pologne).
Le village compte approximativement une population de 166 habitants en 2006.

## Histoire
De 1975 à 1998, la gmina est attachée administrativement à le Powiat de Zambrów dans la voïvodie de Łomża.